# Punzón central automático

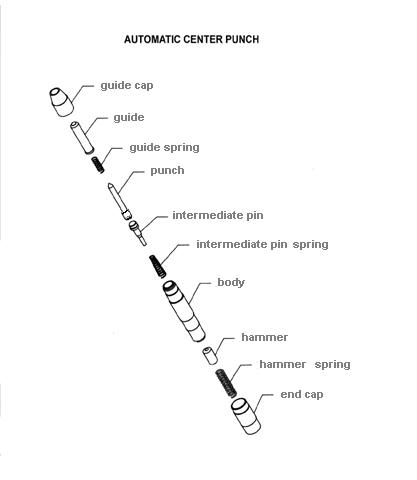
An exploded view of an automatic center punch

Un punzón central automático es una herramienta manual usada para producir un hoyuelo en una pieza de trabajo (por ejemplo, una pieza de metal). Realiza la misma función que un  central punch ordinario, pero sin la necesidad de un martillo. Cuando se presiona contra la pieza de trabajo, almacena  energía en un resorte, finalmente liberándola como un  impulso que impulsa el golpe, produciendo el hoyuelo. El impulso proporcionado hasta el punto del golpe es bastante repetible, lo que permite realizar impresiones uniformes.
Traducción en progreso de Automatic center punch

## Historia
El historial de patentes de los golpes automáticos indica dos objetivos principales para el desarrollo de la herramienta: repetibilidad del impacto y comodidad de operación. Otras propiedades deseables incluyen bajo retroceso cuando se dispara, facilidad de ajuste y confiabilidad.
Desde finales del siglo XIX se han desarrollado varios diseños de punzones automáticos para mejorar los golpes que requieren el uso de una herramienta impactante. Los primeros tipos no eran completamente automáticos, utilizando un peso cautivo levantado por el usuario o un resorte y peso extraídos por el usuario para proporcionar el impulso de golpeo. Se han emitido varias patentes para estos diseños, y continúan siendo referenciadas en patentes en el siglo XXI. There are also a number of examples of hammer and punch combinations intended for one-handed use, but being modeled upon a conventional hammer striking a separate punch tool.
Las primeras patentes de EE. UU. Para el punzón automático moderno fueron archivadas en 1904 por Hartley y Stryhal para diseños que usaban un resorte de resorte para soltar el martillo, both assigned to Brown and Sharpe. In 1905, Seitz patented a manually triggered punch that has many of the internal structural elements of some later fully automatic models, y Spalding obtuvo una patente en 1908 en una solicitud presentada en 1904 para un diseño diferente del punzón totalmente automático controlado por resorte de lámina que incluía un ajuste fácil del golpe y también intercambiable, roscado en los puntos.
Adell y Baltzer, de L. S Starrett Co., patentó un diseño con conchas concéntricas y pasadores en las ranuras de leva como mecanismo desencadenante , y Adell y Starrett recibieron una patente de 1907 para un diseño que usa un bloque deslizante accionado por un agujero cónico en el cuerpo para contener el martillo.
Algunas de las modificaciones introducidas en la patente de Seiler de 1923 vieron una fabricación sustancial en los Estados Unidos, y esto la patente ha sido referenciada por otras patentes en el siglo XXI. Este diseño usa un bloque deslizante similar en concepto a la patente de Adell y Starrett, pero con un resorte helicoidal para devolver el bloque deslizante en lugar de un resorte de lámina, pero un esquema más complicado para deslizar el bloque y liberar el martillo.
La patente de Sweet de 1942 es la primera descripción del tipo de disparador más fabricado de finales del siglo XX, usando un pasador intermedio inclinado para retener el martillo hasta que el resorte principal esté comprimido. Este diseño está referenciado por un gran número de otras patentes, y fue la base de la patente de Frey de 1965 , que estaba destinado a mejorar la fiabilidad del restablecimiento del dispositivo. Este diseño también ha visto una fabricación sustancial.
Hay una variedad de otros mecanismos utilizados, de diferente complejidad y confiabilidad, algunos de los cuales han sido patentados o se han solicitado patentes en el siglo XXI.
Los diseños modernos de mejor calidad tienden a seguir en la patente de Sweet.
Better quality modern designs tend to follow on Sweet's patent or Frey's patent, though some are based on the Adell and Starrett design.
También existe una variedad de otros mecanismos que se han utilizado, incluidos los rodamientos de bolas, atrapados en un collar deslizante, y los mecanismos bidireccionales que toman los accesorios de tracción.

## Aplicaciones
El mecanismo automático de perforación central se ha utilizado para una amplia variedad de otras aplicaciones. Estas incluyen
- Marcado e inicio de un agujero para la perforación sin que la broca "caminando" esté fuera de alineación

- Conjuntos de sellos de letras

- Herramientas para romper el vidrio utilizadas en el trabajo de rescate

- Herramienta de impacto para la prueba de dureza[21]

- Pin presiona para ensamblaje electrónico[22][23]

En muchas aplicaciones, como la prueba de dureza, el mecanismo no tiene un ajuste para la fuerza de impulso y puede requerir verificaciones periódicas de calibración.

## Elementos comunes
Todos los diseños tienen varios elementos en común:
- Un resorte para almacenar energía

- Una masa para proporcionar el impulso (un martillo)

- Un mecanismo de liberación que libera la energía almacenada en un punto constante en el viaje del cuerpo

- Una disposición para restablecer el dispositivo después de la actuación

## Mecanismo típico y operación

Animation of automatic center punch operation

Operation of Sweet patent automatic center punch

El mecanismo más común se basa en la patente Sweet. Dentro del cuerpo del punzón, hay tres partes principales móviles dispuestas en línea:
- El puñetazo

- La barra intermedia (vaso)

- El martillo (masa de martillo)

La masa del martillo está cargada por resorte desde la parte posterior del punzón mediante un gran  primavera. (La compresión de precarga del muelle generalmente se puede ajustar aflojando o apretando la tapa del extremo de la parte posterior del punzón, para disminuir o aumentar la fuerza del punzón.) Un orificio detenido perforado en la parte central delantera de la masa del martillo frente al tambor actúa como un receptor para la varilla, y como un yunque para la acción del golpe.
El vaso proporciona la automatización. Cuando se reinicia, se hace una provisión tal que la varilla del vaso se ladee ligeramente, de modo que su posición de reposo se tuerza y la punta hace contacto con la masa del martillo en la cara del martillo ligeramente desplazada hacia el orificio. Esto se hace comúnmente utilizando un extremo doblado especial en el resorte del vaso o usando una cara que no sea plana en el extremo inferior del pasador o en la parte superior del punzón. Se apoya en la masa del martillo y lo empuja hacia atrás contra su resorte cuando se presiona el punzón, almacenando energía en el resorte del martillo.
A medida que el punzón se presiona aún más contra la pieza de trabajo, el tambor retrocede hasta el punto donde su sección media cónica comienza a contactar la superficie del orificio guía en el cuerpo del punzón. A medida que continúa, se alinea con el eje central de la herramienta. Cuando la punta del vaso está casi centrada, se desliza en el orificio de recepción en la masa del martillo y libera el martillo. La masa del martillo se permite avanzar, impulsada por el muelle trasero. Debido a que el orificio en la masa del martillo no atraviesa la masa y es menos profundo que la sección final del tambor, la punta del tambor toca fondo en el orificio del martillo, y el impulso de la masa del martillo se transmite a través del vaso, a través del punzón, y a la pieza de trabajo.

## Otros mecanismos comunes

### Adell & Starrett

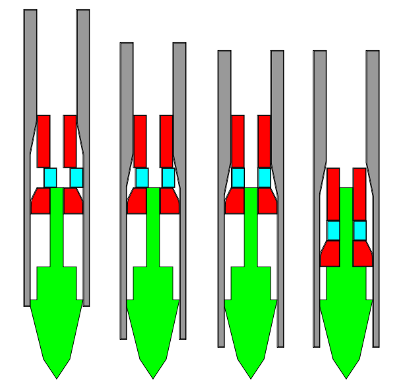
Operación de la patente US843655 de Adell & Starrett [1907] simplificada en sección transversal con muelles no mostrados. El verde es el golpe, el rojo es el martillo y el azul es el bloque deslizante del disparador.

El mecanismo de Adell y Starrett usa un bloque deslizante en sentido transversal a través del martillo en lugar de un pasador intermedio. El martillo tiene un orificio en el centro en el que se apoya la parte superior del punzón y mantiene centrada la parte superior del punzón. El bloque deslizante tiene un orificio que, cuando se restablece, está desalineado con el agujero a través del martillo. Cuando se presiona el cuerpo hasta el punto de disparo, un estrechamiento en el cuerpo fuerza al bloque hacia los lados hasta que el agujero en el bloque se alinea con el agujero a través del martillo, y el martillo se libera para golpear el golpe.
Este mecanismo se utiliza en golpes pesados ya que es menos probable que se fije en el reinicio que el mecanismo Sweet, no tiende a desgastar el interior del cuerpo tanto como el mecanismo Sweet y, debido a que el extremo del martillo puede utilizado para proporcionar un impacto en un área más grande de la punta del punzón, reduce la tensión en el material. Las principales desventajas son que hay más piezas que en el diseño Sweet, y que tanto el martillo como el bloque requieren una fabricación distinta a la de un torno.

### Frey (1963)
El mecanismo de Frey usa una bola de acero y un extremo no plano para el pasador intermedio para forzar al pasador intermedio a entrar en el momento del reinicio. Esto significa que el resorte intermedio no necesita un extremo especial, pero las altas tensiones en el contacto con la bola de acero pueden llevar a brinnemiento del extremo del pin intermedio o la parte superior del golpe por la bola.